# Тохарски езици
Тохарските езици са два близкородствени индоевропейски езика, разпространени в далечното минало в Средна Азия. Те са засвидетелствани в стари ръкописи, чиято най-голяма част представлява преводи от будистката санскритска литература. Различават се два тохарски езика: тохарски А (източнотохарски) и тохарски Б (западнотохарски). Тохарските езици са открити за езикознанието в началото на 20 век при археологически експедиции в Западен Китай (Източен Туркестан или Синдзян); местонаходищата на ръкописите са покрай стария път на коприната. Едно от основните находища на тохарски ръкописи е Турфан, на север от Таримската котловина. Друго основно находище е Куча, град на запад от Турфан, на северния край на пустинята Такламакан. Трето основно находище е Тумшук, отново на северния край на пустинята Такламакан, между Куча и Кашгар. Това е и най-западната точка от ареала, в който са открити тохарски езикови остатъци.
Текстове на тохарски A са открити единствено в района на Турфан и оазиса Карашахр на запад от него. Текстовете на тохарски Б са със значително по-голямо разпространение – срещат се покрай целия този клон от Пътя на коприната от Турфан на изток до Тумшук на запад. Текстовете на тохарски езици датират от 6 до 8 век сл. Хр. В огромната си част представляват преводи от будистката санскритска литература, каквито са характерни за този период в Средна Азия. Това от една страна помага много за разчитането и изучаването на тези езици, но от друга дава изключително оскъдни сведения за хората, които са говорили тохарски. Малкото текстове с оригинално (светско) съдържание са манастриска и търговска кореспонденция, пропуски за кервани и графити и са написани на тохарски Б. Това разпределение на текстовете е довело в миналото до предположение, че тохарски А през периода 6 - 8 век е бил мъртъв език, запазен за религиозни цели като латинския в Европа, но оскъдността на текстове със светски характер изобщо отслабва силата на такава хипотеза.
Паметниците на тохарските езици не са изолирани. Ръкописите от манастрирски библиотеки се срещат редом с индийски, персийски или уйгурски ръкописи. Текстовете са на северноиндийското писмо брахми, използвано и за съседните средноирански езици. Някои паметници на тохарски Б са на манихейско писмо, проникнало в Средна Азия от Двуречието и Персия.

## Произход на названието „тохарски“
Названието тохарски езици е предложено за пръв път от немския учен Мюлер през 1907 и от Сиг и Сиглинг през 1908 г. Името twxry се среща в предговора към староуйгурския превод „Maitrisimit nom bitig“ на будисткото съчинение „Maitreyasamiti-Nāṭaka“, който споменава, че някой си гуру Āryacandra е превел от индийски на езика twxry това съчинение, което от своя страна е преведено от езика twxry на тюркски от някой си Prajñarakṣita. Сиг и Сиглинг приемат, че названието на езика на междинния превод (twxry) е еднакво с това на средноазиатския народ, споменат от гърците като Τόχαροι, а познат в Индия като Tukhāra. Макар че това название днес се смята за неточно (понеже названието тохари се отнася до ираноговорещите бактрийци), то продължава да се употребява поради липса на заместващ термин.
В тохарските езици се откриват заемки от средноиранските езици (бактрийски, хотаносакски), но липсата на тохарски заемки в средноиранските езици сочи, че между двете езикови общности едва ли е имало пряк контакт. От бележката в „Maitrisimit nom bitig“ става ясно, че в очите на уйгурите тохароговорещото население в Средна Азия се нарича twxry. Това название не се среща в тохарските текстове. В тохарски А вероятен кандидат за самоназвание е ārśi, докато в тохарски Б се среща прилагателното kuśiññe/kucaññe, производно на
kuśi (kuci), което е име на династия и държава в Таримската котловина, познати от китайски и тюркски източници под формата küšän.

## По-важни особености
Макар индоевропейският характер на тохарските езици да не се поставя под съмнение, за тях са характерни няколко важни промени и нововъведения. Тохарските езици са опростили значително индоевропейската система от преградни съгласни, които са загубили звучността си и са се слели с p, t, k. Палатализираните и непалатализирани заднонебни k/k^, g^/g, g^h/gh са се слели в един заднонебен ред k. Така тохарските езици се различават рязко от най-близките им по разпространение индо-ирански езици и се причисляват към кентумните индоевропейски езици. Индоевропейското именно склонение е значително опростено за сметка на разширената система от аглутинативни конструкции, присъщи например за угро-финските и алтайските езици.
- Категорията род е значително опростена: фонетичното развитие в тохарски води до съвпадането на окончанието на имената от средния род в ед.ч. с това за мъжки род, а в множествено – с това за женски род. Освен това именното склонение е преработено и разграничава имената по признака лица – нелица (вкл. предмети и животни). В косвените падежи думи, означаващи лица приемат окончание -ṃ (= [n]):

### Таблица на склонението в тохарските езици
| Падеж      | Тох. A ед.ч. | Tox. A мн.ч. | Tox. Б ед.ч. | Tox. Б мн.ч. |
| ---------- | ------------ | ------------ | ------------ | ------------ |
| Не-лица    |              |              |              |              |
| Именителен | yuk „кон“    | yukañ        | yakwe        | yakwi        |
| Родителен  | yukes        | yukaśśi      | * yäkwentse  | * yäkweṃts   |
| Косвен     | yuk          | yukas        | yakwe        | yakweṃ       |
| Лица       |              |              |              |              |
| Именителен | onk „човек“  | onkañ        | enkwe        | * enkwi      |
| Родителен  | onkis        | onkaśśi      | enkwentse    | * enkweṃts   |
| Косвен     | onkaṃ        | onkas        | enkweṃ       | enkweṃ       |

Забележка: Формите със звездичка не са засвидетелствани, а възстановени по сравнителния метод.
- Аглутинативните конструкции в тохарските езици се получават като към формите за косвен падеж се добавят неизменяемите окончения за съответния падеж, напр. окончанието в тохарски А -aśśäl е показател за съвместен падеж, например yuk-aśśäl „с коня“, yukas-aśśäl „с конете“. Аглутинативни окончания имат следните падежи: творителен (как, чрез какво?), съвместен (с кого, какво?), местен (къде?), аблатив (от къде, какво?), алатив (върху какво?), перлатив (през какво?). Характерна е и липсата на падежно съгласуване между прилагателни и съществителни, например:
  - тох. A poñcäṃ saṃsāris „на целия свят“, където poñcäṃ „цял“ е в косвен падеж, а saṃsāris „свят“ в родителен, за разлика от аналогичния латински израз tōtīus mundī, където и прилагателното (totus), и съществителното (mundus) са в родителен падеж.
  - тох. А bodhisattveṃ swāreṃ rakeyo „чрез сладката дума на Бодхисатва“, където съществителното bodhisattve „Бодхисатва“ и прилагателното swāre „сладък“ са в косвен падеж, а rake „дума“ е в творителен падеж.
  - От тох Б може да се посочи kektseñ reki palskosa „през тяло, реч и мисъл“, където само palsko „мисъл“ е в перлативен падеж, а другите две съществителни са в косвен.
- В категорията число се пазят единствено, двойствено и множествено число, като се развити и форми за двойки предмети (очи, уши) и за изброяване на предмети един по един. Формите са двойствено число при глаголите са слабо засвидетелствани и окончанията не произлизат от тези в индоевропейския праезик.
- Категорията лице е развита като в повечето индоевропейски езици – различават се 1, 2, 3 лице.
- Категорията залог е представена от деятелен и среден залог като в старогръцки. Формите за страдателен залог се предават от тези за среден залог, вероятно при калкиране на санскритски изрази. Някои глаголи са засвидетелствани само в среден залог: trik- „обръркан съм“: тох. A trikatär, Б triketär „той е объркан“, с окончание -tär за 3 л., ед.ч., среден залог. В тохарски A е засвидетелствано сег.деят.прич. trikant, но то има значение на лице, извършващо действието. По същия начин причастната форма в тохарски A pekant „бояджия“ е еднаква по произход с лат. pingens „боядисващ“, но е по-близка по значение до лат. pictor.
- В глаголната система има засвидетелствани 4 наклонения: изявително, подчинително, желателно, повелително. Категорията време е слабо развита – различават се сегашно и минало време в изявителното наклонение. Бъдещето време се изразява описателно. Тохарските глаголи се характеризират с наличието на две глаголни основи – базова и каувативна. Каузативната основа се получава чрез удвояване на корена. Пример от тохарски Б: основата на глагола tsälpetär „той е освободен, той умира“ е базова, а на tsalpäṣtär „той освобождава“ е каузативна. Каузативното значение е подчертано най-вече когато базовият глагол е непреходен.

### Таблица с форми за сегашно време на изявително и подчинително наклонение
| läk- „виждам“  | Тох. А сег. | Тох. Б сег.     | Тох. А подч. | Тох. Б подч. |
| -------------- | ----------- | --------------- | ------------ | ------------ |
| Деятелен залог |             |                 |              |              |
| 1 ед.ч.        | lkām        | lkāskau         | * pälkām     | lakau        |
| 2              | lkāt        | lkāst           | * pälkāt     | lkāt         |
| 3              | lkāṣ        | lkāṣṣäṃ         | * pälkāṣ     | lkaṃ         |
| 1 мн.ч.        | * lkāmäs    | * lkāskeṃ       | * pälkāmäs   | lkām(o)      |
| 2              | lkāc        | * lkāścer       | * pälkāc     | lkācer       |
| 3              | lkeñc       | lkāskeṃ         | * pälkeñc    | lakaṃ        |
| причастие      | lkānt       | lkāṣṣeñca       |              |              |
| деепричастие   | lkāl        | lkāṣṣälle       | * pälkāl     | lkālle       |
| инфинитив      | lkātsi      | lkātsi          |              |              |
| Среден залог   |             |                 |              |              |
| 1 ед.ч.        | lkāmār      | * lkāskemar     | pälkāmār     | * lkāmar     |
| 2              | lkātār      | lkāstar         | pälkātār     | * lkātar     |
| 3              | lkātär      | lkāstär         | pälkātär     | lkātär       |
| 1 мн.ч.        | lkāmtär     | * lkāskemt(t)är | * pälkāmtär  | * lkāmt(t)är |
| 2              | lkācär      | * lkāstär       | * pälkācär   | * lkātār     |
| 3              | lkāntär     | * lkāskentär    | * pälkāntär  | lkāntär      |
| причастие      | lkāmāṃ      | lkāskemane      |              |              |

Забележка: Формите със звездичка не са засвидетелствани, а възстановени по сравнителния метод.
- Интересен факт е наличието на деепричастие с окончание -l, каквото се среща и в славянските езици.

## Развитие на тохарските езици
В тохарските езици са открити заемки от индийските, средноиранските, тюркските езици и от китайския език. В будистката литература преобладават санскритските религиозни понятия. Тохарските езици вероятно изчезват през 9 век, когато местното население бива асимилирано от уйгурите, които идват от изток.